# Sherman County (Kansas)
Sherman County is een county in de Amerikaanse staat Kansas.
De county heeft een landoppervlakte van 2.735 km² en telt 6.760 inwoners (volkstelling 2000). De hoofdplaats is Goodland.